# Fritz Gartz
Fritz Gartz (* 3. Februar 1883 in Berlin; † 1. September 1960 in Söcking) war ein deutscher Maler. Er wird der Stilrichtung „Expressiver Realismus“ zugerechnet, die durch den Kunsthistoriker Rainer Zimmermann geprägt wurde.

## Leben
Als siebtes von zwölf Kindern einer Bäckerfamilie geboren, besuchte Gartz ab September 1905 eine private Schule für Malerei in Berlin. Ab Oktober 1906 war er Schüler der Malschule von Walter Thor in München, um dann an der Kunstakademie bei Hugo von Habermann unterrichtet zu werden. 1906 lernte er in München Jorgos Busianis und Giorgio de Chirico kennen und zeichnete 1908 ein frühes Porträt von de Chirico. 1907 unternahm Fritz Gartz eine Reise nach Ägypten. Im März 1908 schloss er seine erste Ehe. Von 1911 bis 1913 war er Mitglied des Deutschen Künstlerverbandes „Die Juryfreien“ in München. 1914 wurde er Mitglied der Freien Münchner Künstler. Sein Stil wurde vom Impressionismus geprägt und fand schnell eine expressive Ausdrucksform. Bereits früh zeigte sich seine Begabung zum Porträt und später zur Landschaftsmalerei.
1915 wurde er zum Kriegsdienst eingezogen, von dem er nach einer Verwundung 1917 zurückkehrte. Mehrere Reisen führten ihn nach Italien, ins bayrische Gebirge und an den Chiemsee, wo er sich der Landschaftsmalerei widmete. 1928 heiratet er zum zweiten Mal und baute sich in Söcking bei Starnberg ein Haus. 1932 erhielt er den Albrecht-Dürer-Preis der Stadt Nürnberg.
In der Zeit des Nationalsozialismus war Gartz obligatorisch Mitglied der Reichskammer der bildenden Künste. Es ist aber lediglich 1933 die Teilnahme an der „Staatlichen Kunstausstellung München“ und 1935 an der „Großen Münchener Kunstausstellung“ sicher belegt.
Ab 1934 zog er sich in sein Familienleben zurück. Zum Lebensunterhalt trugen verschiedene Auftragsarbeiten bei. 1954 wurde sein Werk in der Städtischen Galerie München erstmals in einer Einzelausstellung gezeigt. Nach längerem Herzleiden starb Fritz Gartz 1960 in Söcking.
In Starnberg ist der „Fritz-Gartz-Weg“ nach ihm benannt.